# 九龍角

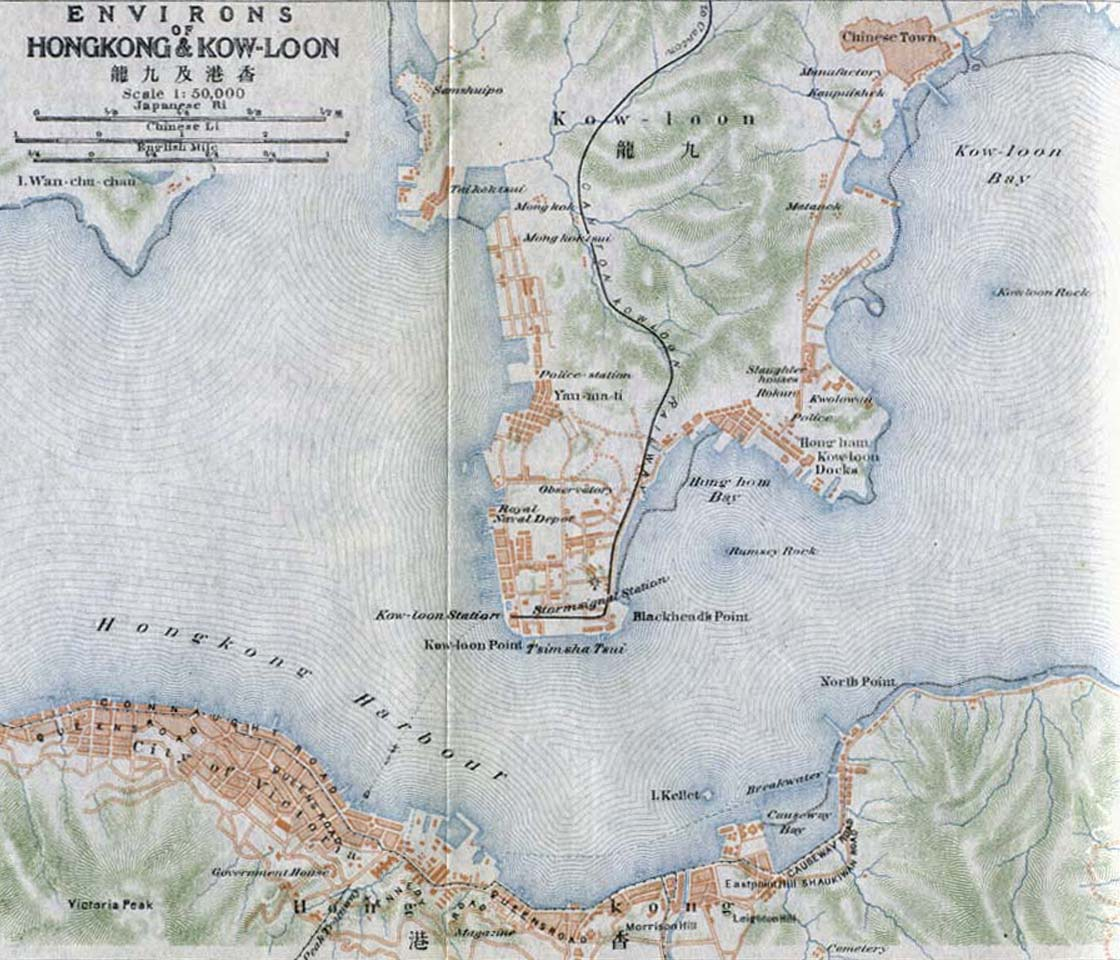
1915年九龍半島地圖：
左下為「九龍角」（Kow-loon Point）

九龍角（英語：Kowloon Point）是香港昔日海角，指九龍尖沙咀天星碼頭及海運大廈一帶。一般而言，這個地名現在很少人用，一般將其視為尖沙咀碼頭巴士總站的一部份。
其對出的海域，曾是香港填海工程的地點，該區日後亦會稱為九龍角。然而，由於香港不少人士反對填海工程和發展尖沙咀碼頭巴士總站，結果該填海及發展計劃被永久擱置。